# Cecropia obtusifolia
Espèce
Classification APG III (2009)
Statut de conservation UICN

 LC  : Préoccupation mineure
Cecropia obtusifolia est une espèce de plantes à fleurs de la famille des Urticaceae. C'est un arbre tropical à feuilles palmées qui peut mesurer jusqu'à 15 m de haut qui pousse entre le Mexique et l'Équateur. C'est une espèce abondante des forêts tropicales humides qui fait partie des espèces pionnières. Il possède un tronc creux qui sert de refuge aux fourmis avec lesquelles il vit en symbiose.